# Volta a la Comunitat Valenciana 1996
La Volta a la Comunitat Valenciana 1996, cinquantaquattresima edizione della corsa, si svolse dal 27 febbraio al 2 marzo su un percorso di 652 km ripartiti in 5 tappe (la quinta suddivisa in due semitappe), con partenza a Calp e arrivo a Valencia. Fu vinta dal francese Laurent Jalabert della ONCE davanti allo spagnolo Íñigo Cuesta e allo spagnolo Mariano Rojas, suoi compagni di squadra.

## Tappe
| Tappa  | Data        | Percorso                                | km  | Vincitore di tappa | Leader cl. generale |
| ------ | ----------- | --------------------------------------- | --- | ------------------ | ------------------- |
| 1ª     | 27 febbraio | Calp > Calp                             |     | Laurent Jalabert   | Laurent Jalabert    |
| 2ª     | 28 febbraio | Calp > Jávea                            | 174 | Mario Cipollini    | Laurent Jalabert    |
| 3ª     | 29 febbraio | Jávea > Cullera                         | 170 | Giuseppe Citterio  | Laurent Jalabert    |
| 4ª     | 1º marzo    | Cullera > La Vall d'Uixó                | 196 | Didier Rous        | Laurent Jalabert    |
| 5ª-1ª  | 2 marzo     | La Vall d'Uixó > Valencia               | 91  | Mario Cipollini    | Laurent Jalabert    |
| 5ª-2ª  | 2 marzo     | Valencia > Valencia (cron. individuale) | 21  | Melchor Mauri      | Laurent Jalabert    |
| Totale | Totale      | Totale                                  | 652 |                    |                     |

## Dettagli delle tappe

### 1ª tappa
- 27 febbraio: Calp > Calp

| Pos. | Corridore        | Squadra       | Tempo |
| ---- | ---------------- | ------------- | ----- |
| 1    | Laurent Jalabert | ONCE          |       |
| 2    | Lance Armstrong  | Motorola      | a 2"  |
| 3    | Laurent Dufaux   | Festina-Lotus | a 3"  |

| Pos. | Corridore        | Squadra | Tempo |
| ---- | ---------------- | ------- | ----- |
| 1    | Laurent Jalabert | ONCE    |       |

### 2ª tappa
- 28 febbraio: Calp > Jávea – 174 km

| Pos. | Corridore          | Squadra | Tempo    |
| ---- | ------------------ | ------- | -------- |
| 1    | Mario Cipollini    | Saeco   | 4h28'58" |
| 2    | Laurent Jalabert   | ONCE    | s.t.     |
| 3    | Francesco Frattini | Gewiss  | s.t.     |

| Pos. | Corridore        | Squadra | Tempo    |
| ---- | ---------------- | ------- | -------- |
| 1    | Laurent Jalabert | ONCE    | 8h18'46" |

### 3ª tappa
- 29 febbraio: Jávea > Cullera – 170 km

| Pos. | Corridore         | Squadra | Tempo    |
| ---- | ----------------- | ------- | -------- |
| 1    | Giuseppe Citterio | Aki     | 4h53'45" |
| 2    | Gianluca Gorini   | Aki     | s.t.     |
| 3    | Marcel Wüst       | Mx Onda | s.t.     |

| Pos. | Corridore        | Squadra | Tempo     |
| ---- | ---------------- | ------- | --------- |
| 1    | Laurent Jalabert | ONCE    | 13h12'31" |

### 4ª tappa
- 1º marzo: Cullera > La Vall d'Uixó – 196 km

| Pos. | Corridore        | Squadra | Tempo    |
| ---- | ---------------- | ------- | -------- |
| 1    | Didier Rous      | Gan     | 5h14'02" |
| 2    | Laurent Jalabert | ONCE    | s.t.     |
| 3    | Mariano Rojas    | ONCE    | s.t.     |

| Pos. | Corridore        | Squadra | Tempo     |
| ---- | ---------------- | ------- | --------- |
| 1    | Laurent Jalabert | ONCE    | 18h26'33" |

### 5ª tappa - 1ª semitappa
- 2 marzo: La Vall d'Uixó > Valencia – 91 km

| Pos. | Corridore       | Squadra | Tempo    |
| ---- | --------------- | ------- | -------- |
| 1    | Mario Cipollini | Saeco   | 2h15'19" |
| 2    | Fabio Baldato   | MG Boys | s.t.     |
| 3    | Marcel Wüst     | Mx Onda | s.t.     |

| Pos. | Corridore        | Squadra | Tempo |
| ---- | ---------------- | ------- | ----- |
| 1    | Laurent Jalabert | ONCE    |       |

### 5ª tappa - 2ª semitappa
- 2 marzo: Valencia > Valencia (cron. individuale) – 21 km

| Pos. | Corridore               | Squadra | Tempo  |
| ---- | ----------------------- | ------- | ------ |
| 1    | Melchor Mauri           | ONCE    | 26'29" |
| 2    | Aitor Garmendia Arbilla | ONCE    | a 9"   |
| 3    | Laurent Jalabert        | ONCE    | a 12"  |

| Pos. | Corridore        | Squadra | Tempo     |
| ---- | ---------------- | ------- | --------- |
| 1    | Laurent Jalabert | ONCE    | 21h08'33" |
| 2    | Íñigo Cuesta     | ONCE    | a 20"     |
| 3    | Mariano Rojas    | ONCE    | a 28"     |

## Classifiche finali

### Classifica generale
| Pos. | Corridore                   | Squadra            | Tempo     |
| ---- | --------------------------- | ------------------ | --------- |
| 1    | Laurent Jalabert            | ONCE               | 21h08'33" |
| 2    | Íñigo Cuesta                | ONCE               | a 20"     |
| 3    | Mariano Rojas               | ONCE               | a 28"     |
| 4    | Aitor Garmendia Arbilla     | ONCE               | a 1'29"   |
| 5    | Jose-Roberto Sierra Aguerro | ONCE               | a 2'33"   |
| 6    | Laurent Dufaux              | Festina-Lotus      | a 2'54"   |
| 7    | Didier Rous                 | Gan                | a 12'01"  |
| 8    | Maurizio Fondriest          | Roslotto-ZG Mobili | a 12'33"  |
| 9    | Francesco Frattini          | Gewiss-Playbus     | a 13'16"  |
| 10   | Ángel Casero                | Banesto            | a 13'19"  |